# Групно одлучивање
Групно одлучивање је процес доношења одлуке у којем учествују сви (или већина) чланова групе. Овај процес укључује изношење неког питања пред групу, групну дискусију и, најзад, доношење одлуке, консензусом или гласањем. Карактеристично је да одлука групе важи за све чланове укључујући и оне који нису били сагласни. 